# Jos van der Vleuten
Jos van der Vleuten (Mierlo-Hout, 7 februari 1943 - Dominicaanse Republiek, 5 december 2011) was een Nederlandse beroepsrenner van 1964 tot 1973.
Van der Vleuten reed vooral in dienst van anderen. Zo fungeerde hij als lid van nationale wielerploegen een aantal keren als 'meesterknecht' van Jan Janssen, zoals in de tour van 1968.
Uitgerekend in dat jaar, toen Jan Janssen won en er behoorlijk wat geld in het spel was, moest hij de wedstrijd wegens ziekte verlaten.
Hij startte zes keer in de Tour.
Daarnaast was hij ook vaak mee met lange ontsnappingen. Hoewel hij geen sprinter was en meestal de sprint aantrok voor anderen, won hij toch het puntenklassement in de Ronde van Spanje van 1966, overigens zonder een etappe te winnen.
In 1967 werd hij na het wereldkampioenschap in Heerlen betrapt op het gebruik van doping. Hij werd vijfde in deze wedstrijd, maar zijn naam werd uit de uitslag geschrapt.
Van der Vleuten overleed op 68-jarige leeftijd in de Dominicaanse Republiek, waar hij een vakantiehuis had, aan de gevolgen van een hersenbloeding.

## Belangrijke overwinningen
Ronde van Spanje
- 1967: 14e etappe
- 1970: 1e deel 19e etappe
- 1972: 7e etappe

## Resultaten in voornaamste wedstrijden
| Jaar | Ronde van Italië | Ronde van Frankrijk | Ronde van Spanje |
| ---- | ---------------- | ------------------- | ---------------- |
| 1965 |                  |                     |                  |
| 1966 |                  | 75e                 | 17e              |
| 1967 |                  | 67e                 | 50e (1)          |
| 1968 |                  | opgave              |                  |
| 1969 |                  |                     |                  |
| 1970 |                  | 44e                 | 38e (1)          |
| 1971 |                  | 30e                 |                  |
| 1972 |                  | 73e                 | 32e (1)          |

| Jaar | Milaan-San Remo | Ronde van Vlaanderen | Parijs-Roubaix | Amstel Gold Race | Luik-Bast.‑Luik | Parijs-Tours |
| ---- | --------------- | -------------------- | -------------- | ---------------- | --------------- | ------------ |
| 1965 | 80e             |                      |                |                  |                 |              |
| 1966 |                 | 35e                  | 43e            |                  |                 |              |
| 1967 | 41e             | 80e                  | 25e            | 9e               |                 | 79e          |
| 1968 | 111e            |                      |                | 34e              |                 |              |
| 1969 |                 |                      |                |                  |                 | 13e          |
| 1970 | 85e             |                      | 28e            |                  | 17e             |              |
| 1971 |                 | 59e                  |                |                  |                 |              |
| 1972 |                 |                      | 38e            | 11e              | 31e             |              |

## Trivia
Van der Vleuten stond bekend om zijn rol als "waterdrager" in de koers. In wielerjargon betekent dat dat hij hand-en-spandiensten verrichtte voor een kopman. In zeer hete etappes moest er echter ook letterlijk water gedragen worden. Supporters reikten volle emmers aan, en de waterdrager zorgde er dan voor dat die ook bij de kopman terechtkwamen. Hij presteerde het in de Tour eens om een eind door te fietsen met een lege emmer op zijn hoofd.